# 362 a.C.

## Eventos
- Lúcio Genúcio Aventinense, pela segunda vez, e Quinto Servílio Aala, pela segunda vez, cônsules romanos.
- Ápio Cláudio Crasso Inregilense é nomeado ditador e escolhe Públio Cornélio Escápula como seu mestre da cavalaria.
- Batalha de Mantineia,  entre as forças de Tebas e seus aliados, contra Esparta, Atenas e seus aliados.

## Mortes
- Epaninondas de Tebas, foi um general e político grego, morto na batalha de Mantineia